# Johannes Staune-Mittet
Johannes Staune-Mittet (né le 18 janvier 2002 à Lillehammer) est un coureur cycliste norvégien.

## Palmarès
- 2019
  -  Champion de Norvège du contre-la-montre juniors
  -  Champion de Norvège du contre-la-montre par équipes juniors
  - Tour Te Fjells Juniors  :
    - Classement général
    - 2e et 3e étapes

  - 10e du championnat d'Europe du contre-la-montre juniors
- 2020
  -  Champion de Norvège du contre-la-montre par équipes juniors
  - 2e du championnat de Norvège du contre-la-montre juniors
- 2021
  - 1re étape du Tour Alsace (contre-la-montre par équipes)
  - 3e étape de la Ronde de l'Isard[1],[2]
- 2022
  - Grand Prix Vorarlberg
  - Ronde de l'Isard : 
    - Classement général
    - 1re et 2e (contre-la-montre par équipes) étapes

  - 2e du championnat de Norvège sur route espoirs
  - 2e du Tour de l'Avenir
  - 3e du Gran Premio Palio del Recioto
  - 3e du Tour de Haute-Autriche
- 2023
  - Giro del Belvedere
  - Tour d'Italie espoirs : 
    - Classement général
    - 4e étape

  - 3e étape du Sazka Tour

## Classements mondiaux
| Année                                 | 2021 | 2022 | 2023 | 2024 |
| ------------------------------------- | ---- | ---- | ---- | ---- |
| Classement mondial                    | 761e | 234e | 673e | 606e |
| UCI Europe Tour                       | 600e | 191e | nc   | nc   |
|                                       |      |      |      |      |
| Légende : nc = non classéSource : UCI |      |      |      |      |